# Mietvilla Heinrich Berger
Die Mietvilla Heinrich Berger liegt im Stadtteil Oberlößnitz der sächsischen Stadt Radebeul, in der Emil-Högg-Straße 7.

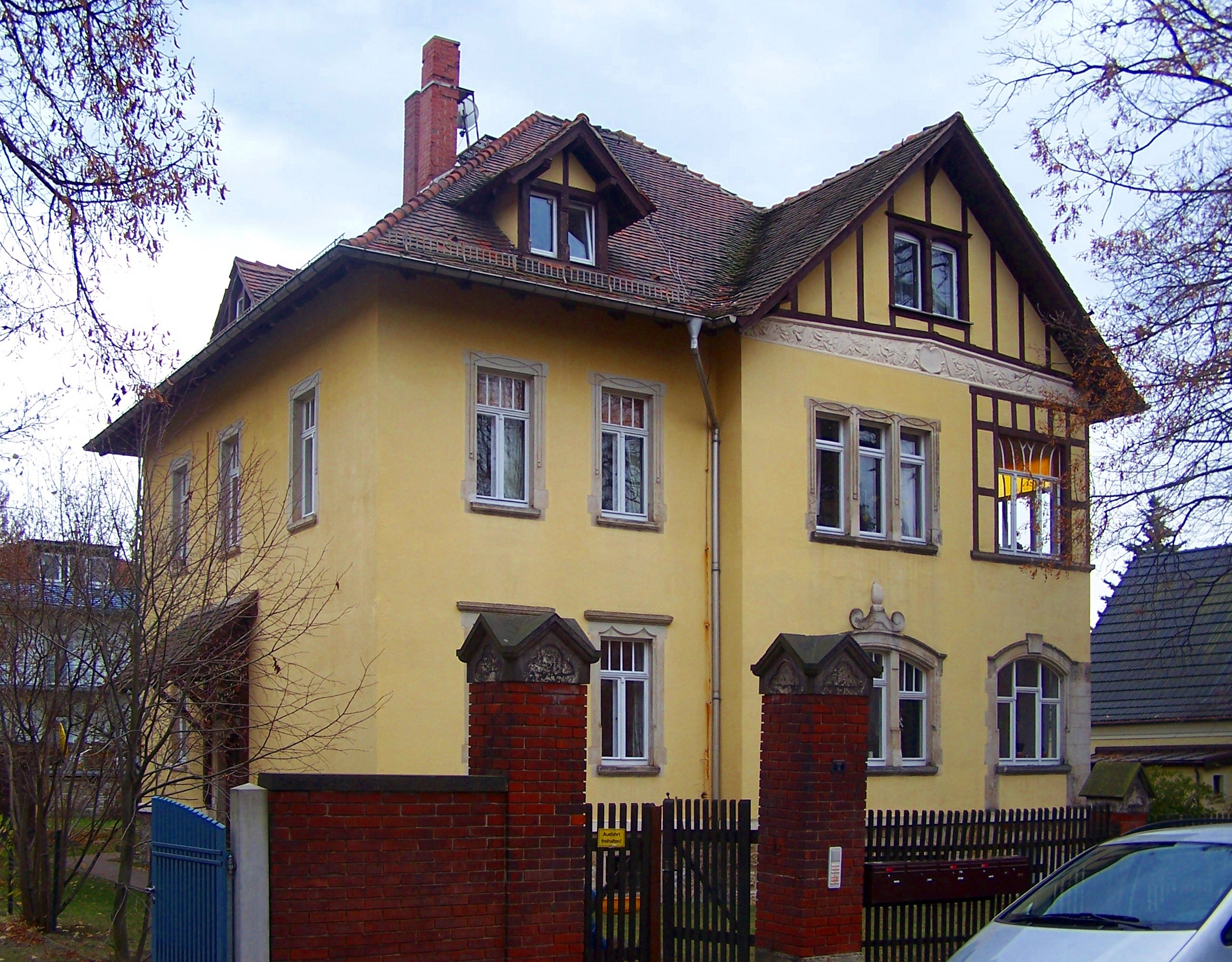
Mietvilla Heinrich Berger

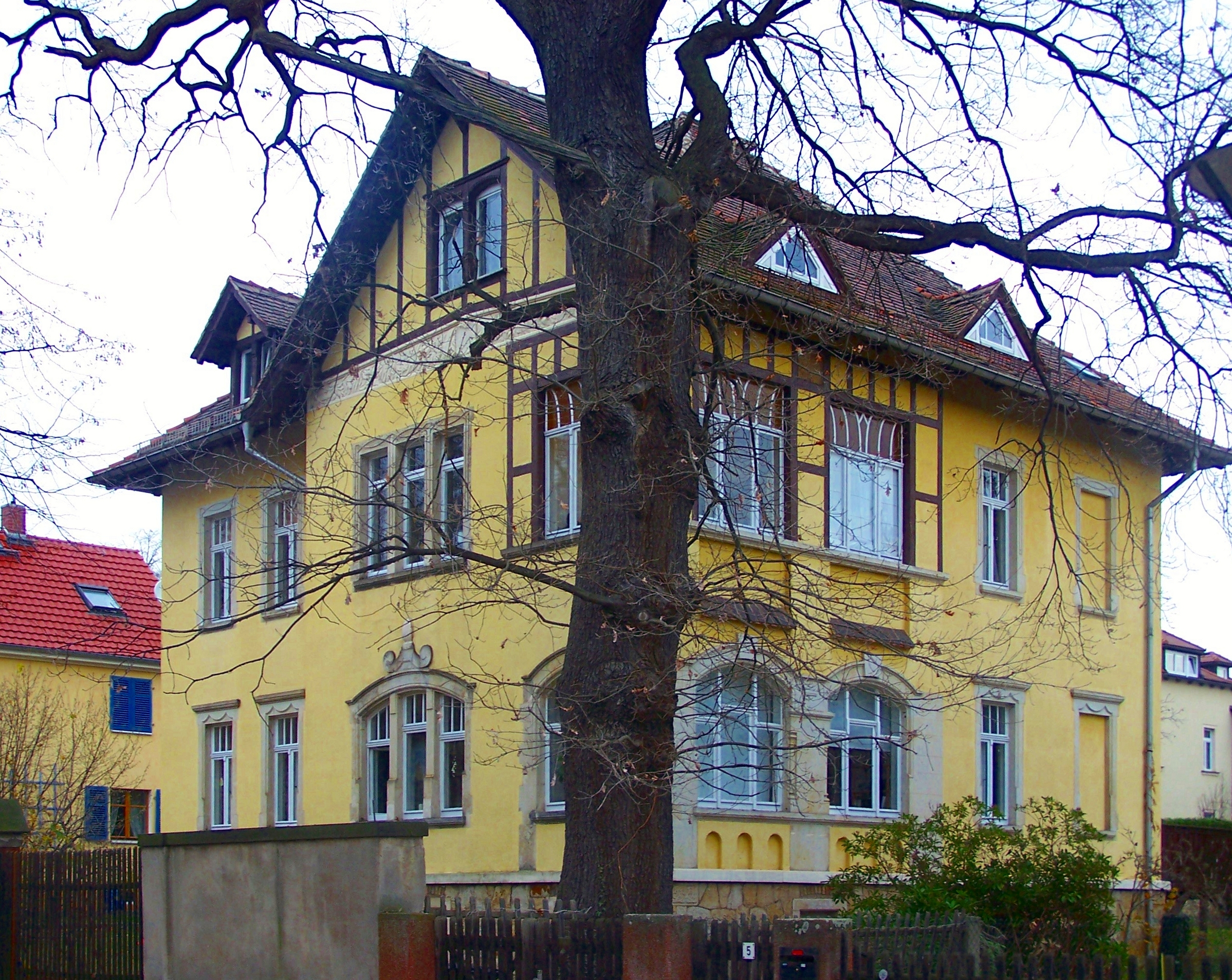
Mietvilla Heinrich Berger

Bauzeichnung von Käfer, um 1903

## Beschreibung
Die zweigeschossige, mit Einfriedung und Toreinfahrt unter Denkmalschutz stehende Mietvilla ist ein „malerischer Bau des Späthistorismus mit Dekorationsmotiven der Spätgotik, des Barock und des Jugendstils.“ Der Bau steht auf einem Natursteinsockel, sodass das Erdgeschoss im Hochparterre liegt.
In der Straßenansicht steht rechts ein Seitenrisalit, dessen Dreiecksgiebel mit Zierfachwerk belegt ist. Den Übergang vom Obergeschoss zum Dreiecksgiebel ziert ein risalitbreiter Stuckfries, der unten gerade, oben jedoch flachdreieckig ausgebildet ist. In der Mitte des weißangelegten Frieses liegt ein kleines, unausgemaltes Wappenfeld. Die Obergeschosseckfenster im Risalit sind wie eine verglaste Veranda aufgelöst, ein Eindruck, der durch die dortige Umrandung mit weiterem Zierfachwerk verstärkt wird. Das Nachbarfenster im Risalit ist als Drillings-Rechteckfenster dargestellt. Die beiden Risalitfenster im Erdgeschoss sind ebenfalls besonders als Segmentbogenfenster ausgebildet: Das Eckfenster wird analog zum Zierfachwerk von Sandsteinquaderungen begleitet. Das große Drillingsfenster wird von einer Sandsteinverzierung überkrönt.
Die Fassaden sind verputzt. Die Fenster werden von profilierten und verzierten Sandsteingewänden eingefasst. Das ausgebaute Walmdach kragt weit über; es ist mit dunklen Dachziegeln gedeckt. Vor der Dachhaut stehen mehrere Giebelgauben zur Belichtung.
Die Einfriedung ist ein Holzzaun, der zwischen Backsteinpfeilern mit Sandstein-Satteldachabdeckung aufgehängt ist. Die beiden Torpfeiler sind überhöht und mit jeweils einem kreuzdachartigen Sandstein abgeschlossen.

## Geschichte
Der Bauunternehmer Heinrich Berger reichte als Bauender, Ausführender und Bauleiter den Bauantrag mit einem Entwurf des Radebeuler Architekten Carl Käfer vom Juli 1903 ein. Die Baurevision erfolgte im August 1904.